# Sino-coréen
 (signalé en mai 2025).
Si vous disposez d'ouvrages ou d'articles de référence ou si vous connaissez des sites web de qualité traitant du thème abordé ici, merci de compléter l'article en donnant les références utiles à sa vérifiabilité et en les liant à la section « Notes et références ».
- Archive Wikiwix
- Bing
- Cairn
- DuckDuckGo
- E. Universalis
- Gallica
- Google
- G. Books
- G. News
- G. Scholar
- Persée
- Qwant
- (zh) Baidu
- (ru) Yandex
- (wd) trouver des œuvres sur Wikidata

Le sino-coréen désigne les éléments de la langue coréenne qui viennent plus ou moins directement du chinois c'est-à-dire les Hanja et les mots formés à partir d'eux (hanjaeo (한자어; 漢字語; « mots en caractères Han »)).
Les Hanja furent introduits dans la péninsule coréenne sous la dynastie chinoise Han (-202 - 220) via le Cheonjamun. Leur utilisation en Corée a suivi de près la progression du bouddhisme.
Bien que nombre des mots les plus fréquemment employés en coréen sont d'origine coréenne, les mots sino-coréens représentent environ la moitié du vocabulaire coréen.
Voici les nombres sino-coréens : 
| il 1        | i 2            | sam 3            | sa 4            | o 5            | yuk 6            | chil 7            | pahl 8           | koo 9           |
| ship 10     | ee-ship 20     | sahm-ship 30     | sah-ship 40     | oh-ship 50     | yook-ship 60     | ch’il-ship 70     | pahl-ship 80     | koo-ship 90     |
| paek 100    | ee-paek 200    | sahm-paek 300    | sah-paek 400    | oh-paek 500    | yook-paek 600    | ch’il-paek 700    | pahl-paek 800    | koo-paek 900    |
| ch’on 1,000 | ee-ch’on 2,000 | sahm-ch’on 3,000 | sah-ch’on 4,000 | oh-ch’on 5,000 | yook-ch’on 6,000 | ch’il-ch’on 7,000 | pahl-ch’on 8,000 | koo-ch’on 9,000 |
| mahn 10,000 | ee-mahn 20,000 | sahm-mahn 30,000 | sah-mahn 40,000 | oh-mahn 50,000 | yook-mahn 60,000 | ch’il-mahn 70,000 | pahl-mahn 80,000 | koo-mahn 90,000 |